# 병곡초등학교 (경남)
병곡초등학교는 대한민국 경상남도 함양군 병곡면 송평리에 있는 공립 초등학교이다.

## 학교 연혁
- 1932년 9월 30일 병곡공립보통학교(4년제) 개교(설립인가 9월 5일)
- 1938년 4월 1일 병곡공립심상소학교로 개칭[1]
- 1940년 4월 1일 6년제로 개편
- 1941년 4월 1일 병곡공립국민학교로 개칭[2]
- 1949년 7월 1일 광월분교장 개교
- 1964년 9월 1일 원산분교장 개교
- 1985년 2월 21일 병설유치원 인가
- 1993년 3월 1일 원산분교장 통합
- 1996년 3월 1일 병곡초등학교로 개칭[3]
- 1997년 3월 1일 광월분교장 통합
- 2019년 3월 1일 제27대 교장 이정희 부임
- 2020년 2월 11일 제84회 졸업식(총4,835)명

## 참고 자료
- 병곡초등학교 - 한국교육학술정보원 학교알리미